# Rainbow City, Arizona
Rainbow City är en så kallad census-designated place i Navajo County i Arizona. Vid 2010 års folkräkning hade Rainbow City 968 invånare.